# Teatro Nazionale Finlandese
Il Teatro Nazionale Finlandese (Suomen Kansallisteatteri), fondato nel 1872 nella città di Pori, è un teatro situato nel centro di Helsinki sul lato nord della Piazza della Stazione Ferroviaria Centrale di Helsinki . Il Teatro Nazionale Finlandese è il più antico teatro professionistico di lingua finlandese in Finlandia. Era conosciuto come il Teatro Finlandese fino al 1902, quando fu ribattezzato Teatro Nazionale Finlandese.
Per i primi trent'anni della sua esistenza, il teatro ha funzionato soprattutto come compagnia itinerante. Non acquisì una sede permanente fino al 1902, quando una struttura progettata appositamente fu eretta nel cuore di Helsinki, vicino alla stazione della metropolitana principale della città. L'edificio che ospita il Teatro Nazionale Finlandese oggi è stato completato nel 1902 e progettato dall'architetto Onni Tarjanne, in stile romantico nazionale, ispirato dal nazionalismo romantico. Il teatro opera in questi locali ancora oggi e nel corso degli anni l'edificio ha ampliato dalla sua dimensione originale fino a comprendere altri tre palcoscenici permanenti. Oltre al Grande Palco (Suuri näyttämö), il teatro comprende il Piccolo Palco (Pieni näyttämö) costruito nel 1954 (dagli architetti Heikki Siren e Kaija sirena), il Willensauna Stage costruito nel 1976 ed l'Omapohja studio, costruito nel 1987.
Il teatro è spesso associato con la statua dello scrittore finlandese nazionale romantico Aleksis Kivi, che si trova di fronte ad esso.

## Radici storiche del teatro

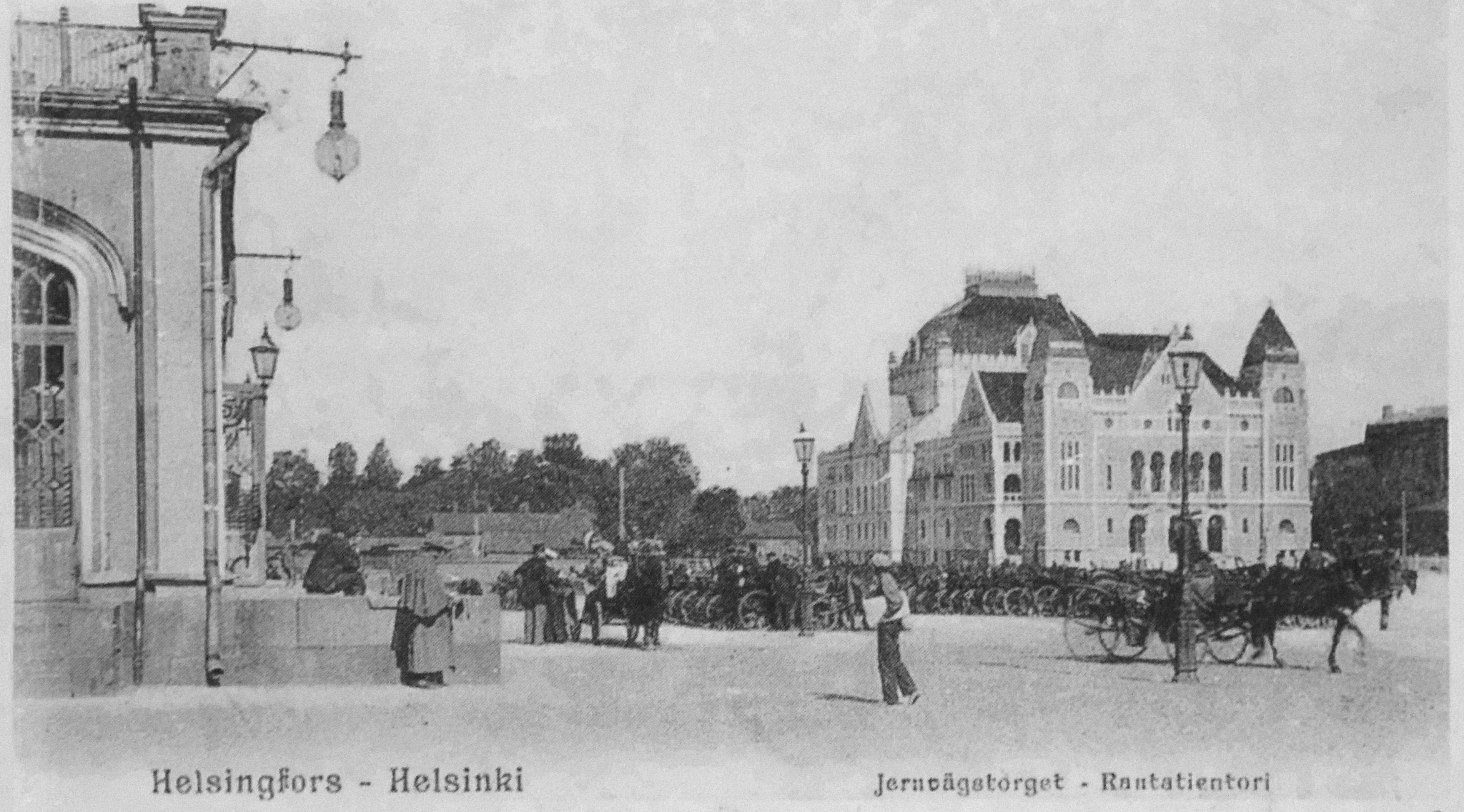
Il Teatro Nazionale Finlandese nel 1906, come appare su una cartolina

Il Teatro Nazionale Finlandese è il più antico teatro professionistico in lingua finlandese della Finlandia. La nascita del Teatro Nazionale Finlandese è stata strettamente legata alla ideologia politica e culturale della nazione durante la fine del XIX secolo. La Finlandia era stata una parte dell'Impero russo e la sua élite intellettuale parlava svedese. La lingua finlandese e l'arte, tra cui il teatro, divennero i capisaldi di un movimento culturale che ebbe inizio nel 1860, sviluppandosi gradualmente in ambizioni politiche verso la fine del secolo, che alla fine portarono all'indipendenza nazionale nel 1917.
Il teatro fu fondato nel 1872 e per i primi trent'anni della sua esistenza è stato impiegato soprattutto come compagnia itinerante. I suoi primi direttori furono i fratelli Kaarlo e Emilie Bergbom. Il teatro non ebbe una sede permanente fino al 1902, quando una struttura appositamente progettata fu eretta prominente nel cuore di Helsinki, vicino alla stazione ferroviaria principale della città, la stazione metropolitana centrale di Helsinki. L'edificio è stato progettato da Onni Tarjanne in stile romantico nazionale, ispirato al nazionalismo romantico. Nel 1939, una statua di Aleksis Kivi (progettata da Wäinö Aaltonen) fu eretta di fronte al teatro, per commemorare lo scrittore e il suo ruolo nell'arte teatrale finlandese.
Si dice che l'edificio del Teatro Nazionale Finlandese sia frequentato da almeno tre fantasmi: una sconosciuta Lady Grigia e i fantasmi degli attori Urho Somersalmi e Aarne Leppänen.

## Palcoscenici

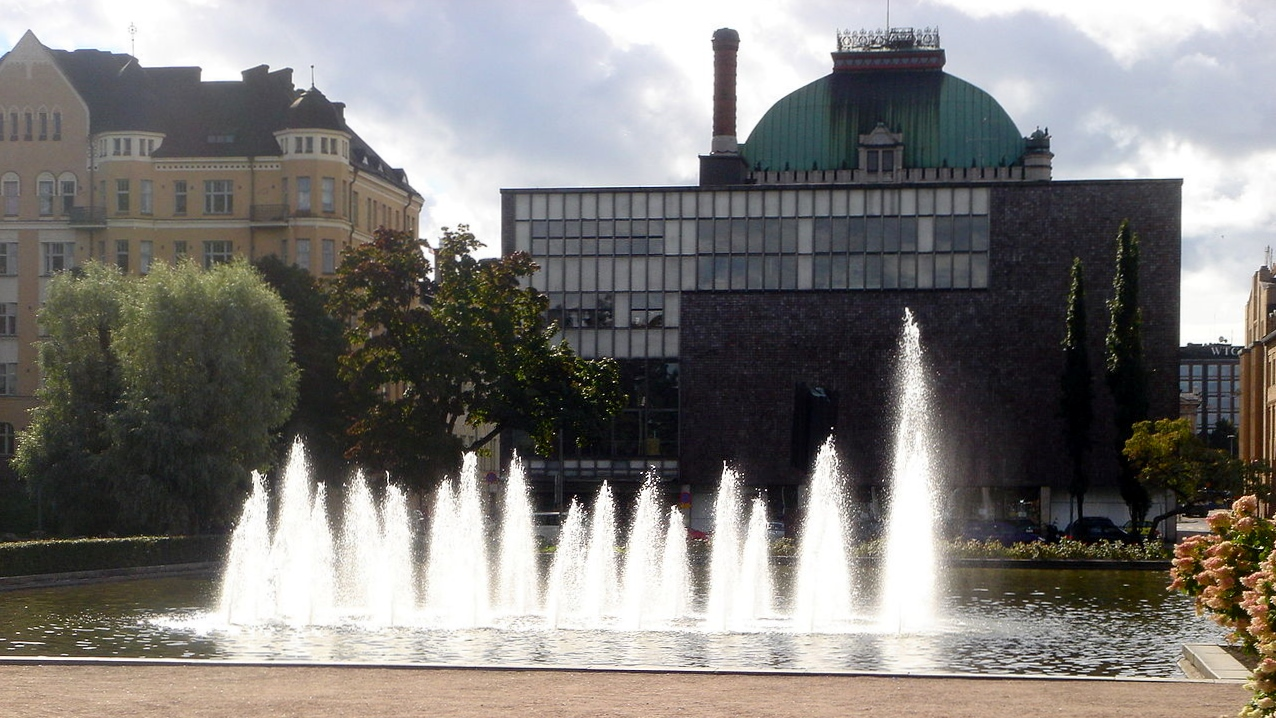
Il lato nord dell'edificio, che ospita il Piccolo Palco ed il Willensauna Stage

Il Teatro Nazionale finlandese attualmente ospita quattro palcoscenici permanenti:
- Il Grande Palco (Finlandese: Suuri Näyttämö) – dal 1902 (885 posti)
- Il Piccolo Palco (Finlandese: Pieni Näyttämö) – dal 1954 (309 posti)
- Il Palco Willensauna – dal 1976 (152 posti)
- Lo Studio Omapohja – dal 1987 (78 posti)

### Touring Stage
Il teatro ha istituito una nuova unità produttiva nel 2010, che è stata chiamata Touring stage. Questa unità, che non ha palcoscenico fisso, si propone di prendere gli spettacoli su piccola scala e portarli in tournée nei teatri di tutto il paese, che hanno poche o nessuna possibilità di andare a teatro, come le scuole, gli asili, le case di riposo, gli ospedali, i centri di accoglienza sociale, le prigioni e così via. Il programma Touring Stage si concentra su questioni di attualità che si sviluppano attraverso la ricerca e l'interazione con la comunità, raggiungendo e dando voce alle aree più emarginate della società.

## Lava Club
Nel gennaio 2011 l'ex ristorante del teatro riaprì come il Lava Club ( Lavaklubi), trasformato in una specie di club, o punto di animazione notturno. Al locale è stato dato un nuovo look, rinnovato con un tocco artistico in un piano bar, stile salotto, e ospita vari tipi di musica, teatro, poesia e spettacolo, nonché serate di discussione e serate artistiche.

## Direttori del Teatro
- Kaarlo Bergbom 1872–1906 (unitamente a Emilie Bergbom)
- Emilie Bergbom 1872–1917 (unitamente a Kaarlo Bergbom)
- Jalmari Hahl 1905- 1907
- Adolf Lindfors 1907–1914
- Jalmari Lahdensuo 1914–1917
- Eino Kalima 1917–1950
- Arvi Kivimaa 1950–1974
- Kai Savola 1974–1991
- Maria-Liisa Nevala 1992–2010
- Mika Myllyaho 2010–oggi